# Парфёново (Великоустюгский район)
Парфёново — деревня в Великоустюгском районе Вологодской области.
Входит в состав Парфёновского сельского поселения, с точки зрения административно-территориального деления — в Парфёновский сельсовет.
Расстояние по автодороге до районного центра Великого Устюга — 15 км, до центра муниципального образования Карасово — 3,5 км. Ближайшие населённые пункты — Парфёновская Выставка, Нижнее Грибцово, Семенниково, Верхний Заемкуч.
По переписи 2002 года население — 12 человек.